# Grzegorz Marszałek
Grzegorz Marszałek (ur. 1946 w Świnnej, zm. w 14 lipca 2025) – polski artysta grafik, plakacista, ilustrator, profesor sztuk plastycznych, związany z Poznaniem. Wieloletni wykładowca Państwowej Wyższej Szkoły Sztuk Plastycznych w Poznaniu, gdzie przez wiele lat prowadził działalność dydaktyczną.

## Życiorys
W 1971 r. ukończył studia grafiki warsztatowej w Państwowej Wyższej Szkole Sztuk Plastycznych w Poznaniu, w 1980  r. obronił pracę doktorską, w 1987 r. habilitował się. W 1994 r. uzyskał tytuł profesora sztuk plastycznych.
Został pracownikiem naukowym na Uniwersytecie Artystycznym im. Magdaleny Abakanowicz w Poznaniu, oraz na Akademii Sztuki w Szczecinie.

## Twórczość
Twórczość Marszałka obejmuje przede wszystkim plakat, ilustrację, rysunek oraz projekty graficzne książek i płyt. W swojej pracy łączył stylistyczną wyrazistość z wysokim poziomem formalno-kompozycyjnym i ikonograficznym. Jest uważany za jednego z ważnych przedstawicieli powojennej „polskiej szkoły plakatu”. W 2021 roku, z okazji jubileuszu 50-lecia pracy twórczej artysty, opublikowano pierwszą obszerną monografię jego dorobku. Publikacja ta zawiera wybór plakatów, ilustracji, szkiców i notatek, w tym wcześniej niepublikowanych materiałów z archiwum prywatnego oraz zasobów Muzeum Narodowego w Poznaniu. Towarzyszy jej pogłębiona analiza twórczości Marszałka w kontekście tradycji polskiej grafiki użytkowej, z uwzględnieniem jej historycznych, teoretycznych i stylistycznych uwarunkowań.

## Odznaczenia i wyróżnienia
- Złoty Krzyż Zasługi[1][5]
- Złoty Medal na 24 Biennale Plakatu Polskiego w Katowicach[5]
- Srebrny Medal „Zasłużony Kulturze Gloria Artis”[1][5]
- Złoty Medal za Długoletnią Służbę (2010)[2]
- Medal Komisji Edukacji Narodowej (2002)[2]
- Medal Stulecia Odzyskanej Niepodległości (2019)[2]